# Reazione di Cope
La reazione di Cope(anche nota come eliminazione di Cope) è una reazione di eliminazione con cui si ottiene un alchene e una N,N-dialchilidrossilammina a partire da un ossido di un'ammina. Deve il suo nome al chimico statunitense Arthur Clay Cope.
Questa reazione non va confusa con il riarrangiamento di Cope.

## Descrizione
Trattando un'ammina terziaria con un perossido, come ad esempio l'acqua ossigenata, si provoca l'ossidazione dell'azoto amminico. Portando successivamente l'ossido dell'ammina così ottenuto alla temperatura di circa 100-170 °C, se possiede almeno un idrogeno in posizione β, subisce decomposizione termica con formazione di una N,N-dialchilidrossilammina e di un alchene. Quest'ultima reazione rappresenta l'eliminazione di Cope. 
Lo stato di transizione implica una disposizione planare dei cinque atomi coinvolti e lo spostamento ciclico di sei elettroni, e la reazione risulta quindi essere di tipo periciclico e a stereoselettività sin.
Nel caso in cui gli idrogeni in posizione β siano più di uno, non c'è preferenza per uno rispetto ad un altro, tranne nel caso in cui il doppio legame che si forma è coniugato con un anello aromatico. Per questo motivo generalmente la reazione di Cope viene utilizzata come metodo di preparazione solo quando si può ottenere come prodotto un solo alchene, e cioè quando vi è un solo idrogeno β.